# 埃尔布斯反应
Elbs反应（Elbs reaction），即邻甲基苯乙酮及其衍生物——酰基邻位有甲基或亚甲基的二芳酮，在热解时发生缩合环化，生成稠环芳烃。 此反应由德国化学家 Karl Elbs 在1884年首先报道。
邻甲基苯乙酮经过反应，发生失水，得蒽。 并五苯也可通过类似方法合成。反应中首先生成6,13-二氢并五苯，它在铜催化下发生脱氢，得并五苯。
反应原料可通过 Friedel-Crafts 酰基化反应制备。 这个反应在研究致癌多环芳烃类时很有价值，因为这些多环芳烃除了用 Elbs 反应合成外很难用其他方法合成。反应产率较低，但不少情况下原料酮容易得到，抵消了产率低的缺点。
反应的机理尚不清楚，Badger等认为此反应通过自由基机理进行。Hurd等通过用氘作示踪原子表明蒽分子的9-位氢并非来自邻位原子团甲基，而是来自苯环的邻位氢。

## 变体
也可利用此反应合成杂环化合物。1956年 Badger 等报道了用此反应构建噻吩衍生物的方法。这个反应为多步自由基机理，因此反应产物并非期望中的直线型缩合产物。